# Кимберли Карсон
Кимберли Карсон (англ. Kimberly Carson, род. 27 сентября 1962[…], Лос-Анджелес, Калифорния) — американская порноактриса, лауреатка премии XRCO Award.

## Биография
Родилась 27 сентября 1962 года. Дебютировала в порноиндустрии в 1982 году, в возрасте около 20 лет. Первый фильм — Girls on Girls (VCA Pictures).
Снималась для таких студий, как Adam & Eve, Caballero Home Video, CDI Home Video, VCA Pictures, Erotic Video Network и других. Среди прочих, снялась в культовом фильме «Проститутки новой волны», который позднее был включён в Зал славы XRCO.
В 1985 году получила XRCO Award в номинации «лучшая актриса второго плана» за роль в Girls on fire.
Ушла из индустрии в 1988 году, снявшись в 166 фильмах.

## Награды и номинации
| Год  | Награда    | Категория                    | Работа        | Результат |
| ---- | ---------- | ---------------------------- | ------------- | --------- |
| 1985 | XRCO Award | Лучшая актриса второго плана | Girls on fire | Победа    |

## Избранная фильмография
- Girls on Girls
- Girls on fire
- New Wave Hookers